# Corba tancada de tipus temps
En una varietat Lorentziana de la geometria diferencial, es diu corba tancada de tipus temps o corba temporal tancada (closed timelike corbe, o la forma abreujada CTC, en anglès) a la línia d'univers d'una partícula material que està tancada en l'espaitemps, és a dir, que és susceptible de tornar al mateix estat del que va partir en el temps.
Aquesta possibilitat va ser plantejada per Willem Jacob van Stockum el 1937 i per Kurt Gödel el 1949. Si es provés de l'existència de la CTC, el fet podria implicar almenys la possibilitat teòrica de construir una màquina del temps, així com una reformulació de la paradoxa de l'avi.
La CTC està relacionada amb la deformació gravitatòria i amb el cilindre de Tipler, (en referència al físic Frank J. Tipler), capaços teòricament de possibilitar el viatge en el temps, tot això contemplat en la relativitat general.

## Cons de llum

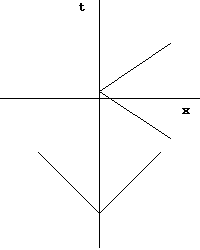
El con de llum inferior és característic d'un espaitemps pla. Totes les coordenades espaciotemporals incloses en el con de llum tenen moments posteriors. El con de llum superior no només inclou altres ubicacions temporals simultànies, no inclou x=0 en moments futurs, i inclou temps anteriors.

En estudiar l'evolució d'un sistema segons la relativitat general,els físics es refereixen sovint al con de llum. Un con de llum representa qualsevol possible evolució d'un objecte, atès el seu concret estat actual. Les possibles localitzacions de l'objecte en el futur es troben limitades per la velocitat al fet que aquest objecte és capaç de moure's, i que, d'acord amb la teoria de la relativitat, mai pot superar la velocitat de la llum. Per exemple localitzat en una posició {\displaystyle p} en un moment {\displaystyle t_{0}} només es pot moure dins de {\displaystyle c(t_{1}-t_{0})} en un temps {\displaystyle t_{1}}.
Aquesta premissa ve representada habitualment per un gràfic amb ubicacions espacials al llarg d'un eix horitzontal, i temporals al llarg d'un eix vertical, amb xifres de t per al temps i ct per a l'espai. Els cons de llum en aquesta representació apareixen delimitats per línies divergents amb una inclinació de 45 graus a partir de la localització puntual de l'objecte, segons la llum viatja en ct a través de t. En aquest diagrama, qualsevol possible localització futura de l'objecte descansarà dins del con de llum, atès que l'objecte no pot superar la velocitat de la llum. D'altra banda, tota localització espacial té un temps futur, el que implica que un objecte pot romandre en qualsevol posició en l'espai de forma indefinida.
Tot punt en aquest diagrama és conegut com a esdeveniment. Esdeveniments separats es consideren de tipus temps (de l'expressió anglesa time-like) si estan separats els uns dels altres al llarg de l'eix del temps, o de tipus espai (space-like), si es troben alineats al llarg de l'eix espacial. Si l'objecte estigués en caiguda lliure viatjaria per l'eix temporal, i si s'accelerés, també ho faria en l'eix espacial. El rumb real que pren un objecte a través de l'espaitemps, en contraposició amb aquell que podria prendre, es coneix com a línia d'univers. Una altra definició és que el con de llum engloba totes les possibles línies d'univers d'un objecte.
En els mesuraments normals d'espaitemps, el con de llum s'orienta sempre cap endavant, el que es correspon amb la impossibilitat que un objecte es trobi en dos llocs alhora, o, de la mateixa manera, que es pugui moure "instantàniament "a un altre lloc. En aquest tipus d'espaitemps, les línies d'univers dels objectes físics són, per definició, de tipus temps. No obstant això, aquesta orientació només és certa en espaitemps 'plans'.
En espaitemps 'corbs' el con de llum es desviarà al llarg de la línia geodèsica de l'espaitemps. Per exemple, en moure's en la proximitat d'un estel, la gravetat de la mateixa tirarà de l'objecte afectant a la seva línia d'univers, de manera que les seves possibles posicions futures s'aproximaran igualment a l'estel. Això apareixerà com un con de llum lleugerament corbat en el diagrama corresponent. Tot objecte en caiguda lliure en aquestes circumstàncies continuarà movent-se al llarg de l'eix temporal t, però a un observador extern li semblarà que s'accelera a l'espai en la mateixa mesura; una situació normal, donat el cas que l'objecte es trobi en òrbita.
En casos més extrems d'espaitemps amb elevada curvatura gravitacional, el con de llum es corbarà fora d'aquesta delimitació de 45 graus, el que significa que hi ha potencials posicions futures, des del marc de referència de l'objecte, que estan separades espacialment d'un observatori en repòs.
Des d'aquest punt de vista exterior, l'objecte es pot desplaçar "instantàniament" a través de l'espai. En aquestes situacions l'objecte s'hauria d'haver mogut, ja que la seva actual ubicació espacial no estaria tancada en el seu propi con de llum futur. D'altra banda, amb una atracció gravitatòria suficient, hi ha localitzacions d'esdeveniments que estan en el "passat", observades des de l'exterior. Amb un moviment convenient del que sembla el seu propi eix espacial, l'objecte, observat des de fora, sembla viatjar en el temps.
Una corba tancada de tipus temps pot ser creada si s'estableix una sèrie de cons de llum que formin un bucle cap enrere sobre ells mateixos, de manera que sigui possible per a un objecte moure's a través d'aquest bucle i tornar al mateix lloc i temps des del qual va partir. Les òrbites al voltant d'objectes d'alta densitat que exerceixen entorn d'ella intensa força gravitatòria són un exemple d'aquesta classe de bucles tancats. Un objecte atrapat en una òrbita semblant tornaria repetidament al mateix punt de l'espaitemps si es trobés en caiguda lliure. El retorn a la ubicació espaciotemporal original seria contemplada només com a possibilitat; el con de llum futur de l'objecte inclouria punts espaitemps que es mostrarien capaços de moure endavant i enrere en el temps, facilitant, sota aquestes condicions, a fi el efectuar un viatge en el temps. Precisament aquest és el mecanisme que se serviria el cilindre de Tipler (Frank J. Tipler) per funcionar com a màquina del temps.

## Relativitat general
Les CTC solen aparèixer en inobjectables solucions exactes de l'equació de camp d'Einstein, dins de la relativitat general, incloses algunes de les seves solucions més importants: 
- El forat negre de Kerr (que descriu la física d'un forat negre en rotació).
- Relacionat amb l'anterior, l'interior d'un forat negre de tipus BTZ pot possibilitar igualment la CTC.
- La solució de Willem Jacob van Stockum (amb una configuració de matèria, o dust, rotatòria simètrica).
- La solució de l'univers rotatori de Gödel, la versemblança de la qual en el seu moment va provocar en Einstein seriosos dubtes sobre la seva pròpia teoria.
- J. Richard Gott així mateix ha proposat un mecanisme per crear corbes temporals tancades emprant cordes còsmiques.
- L'Espai de Misner, un model matemàtic abstracte d'espaitemps descobert per Charles Misner, de la Universitat de Maryland També és conegut com a orbifold Lorentziana ({\displaystyle \mathbb {R} ^{1,1}/boost}).
- La solució de Bonnor-Steadman descriu situacions de laboratori mitjançant boles en rotació.
- Ronald Mallett proposa emprar un giroscopi làser d'anell per crear la CTC, en considerar els camps gravitacionals forts i febles produïts per una simple i contínua circulació unidireccional d'un feix de llum. Argumenta que amb energia suficient, el làser circulant podria produir no només l'arrossegament de marc sinó també corbes tancades de tipus temps.

Alguns d'aquests exemples són, com el cilindre de Tipler, més aviat artificials, però, si s'ha de jutjar pel seu aspecte extern, la solució de Kerr es pensa que pot ser vàlida. En la resta, la majoria dels físics opina que les solucions són indemostrables.

## Conseqüències
Un tret de les corbes tancades de tipus temps és que obren la possibilitat d'una línia d'univers que no estigui connectada a temps anteriors, i així de l'existència d'esdeveniments que puguin no ser deguts a una causa anterior a ells mateixos. Ordinàriament, la causalitat exigeix que cada esdeveniment a l'espaitemps sigui produït per la seva causa, en tot marc de referència en repòs. Aquest principi és crític en el determinisme, el qual, en el llenguatge de la relativitat general, estableix que a partir d'un coneixement complet de l'univers en una superfície de Cauchy de tipus espai és possible determinar o “predir” qualsevol estat posterior de l'espaitemps.
Malgrat això, en una CTC, la causalitat es trenca perquè un esdeveniment pot ser simultani amb la seva causa, de manera que l'esdeveniment en realitat es converteix en la seva pròpia causa. Basats només en el coneixement del passat, és impossible determinar si alguna cosa existeix en la CTC que pugui interferir amb altres objectes en l'espaitemps. Una corba tancada de tipus temps, per tant, resulta en un horitzó de Cauchy, i una regió d'espaitemps que no pot ser predita a partir d'un coneixement perfecte d'algun moment passat.
L'existència de CTC imposa restriccions als estats de camps de matèria-energia que permet la física. Si propaguem la configuració d'un camp al llarg d'una família de línies d'univers tancades de tipus temps, hem d'obtenir un estat que és idèntic a l'original. Aquest és l'enfocament que ha estat proposat per alguns científics per descartar l'existència de corbes tancades de tipus temps.